# (15483) 1999 CW25
A (15483) 1999 CW25 egy kisbolygó a Naprendszerben. A LINEAR projekt keretében fedezték fel 1999. február 10-én.